# 대한민국의 여자대학 목록
다음은 대한민국의 여자대학 목록이다. 모두 사립으로, 병역휴학제가 없다.

## 일반대학
| 이름           | 위치                | 비고                           |
| -------------- | ------------------- | ------------------------------ |
| 광주여자대학교 | 광주광역시 광산구   |                                |
| 덕성여자대학교 | 서울특별시 도봉구   |                                |
| 동덕여자대학교 | 서울특별시 성북구   |                                |
| 서울여자대학교 | 서울특별시 노원구   |                                |
| 성신여자대학교 | 서울특별시 성북구   |                                |
| 숙명여자대학교 | 서울특별시 용산구   | 대한관광대학학생회의 (K-STAR)  |
| 이화여자대학교 | 서울특별시 서대문구 | 국제경영대학발전협의회 (AACBS) |

## 전문대학
| 이름               | 위치                  | 비고          |
| ------------------ | --------------------- | ------------- |
| 경인여자대학교     | 인천광역시 계양구     |               |
| 배화여자대학교     | 서울특별시 종로구     |               |
| 부산여자대학교     | 부산광역시 부산진구   |               |
| 서울여자간호대학교 | 서울특별시 서대문구   |               |
| 수원여자대학교     | 경기도 수원시, 화성시 | 이원화 캠퍼스 |
| 숭의여자대학교     | 서울특별시 중구       |               |
| 한양여자대학교     | 서울특별시 성동구     |               |

## 과거의 여자대학
| 이름             | 변경             | 위치                | 비고                                                                   |
| ---------------- | ---------------- | ------------------- | ---------------------------------------------------------------------- |
| 동래여자전문대학 | 동부산대학교     | 부산광역시 해운대구 | 1996년 남녀공학으로 전환                                               |
| 동주여자전문대학 | 동주대학교       | 부산광역시 사하구   | 1998년 남녀공학으로 전환                                               |
| 부산여자대학교   | 신라대학교       | 부산광역시 사상구   | 1997년 남녀공학으로 전환                                               |
| 상명여자대학교   | 상명대학교       | 서울특별시 종로구   | 1996년 남녀공학으로 전환, 충청남도 천안시 소재 이원화 캠퍼스 체제 확립 |
| 서울여자의과대학 | 우석대학교       | 서울특별시 성북구   | 1957년 남녀공학으로 전환, 고려대학교 합병                              |
| 선린여자전문대학 | 선린대학교       | 경상북도 포항시     | 1992년 남녀공학으로 전환                                               |
| 성심여자대학교   | 가톨릭대학교     | 경기도 부천시       | 1994년 가톨릭대학교와 통합                                             |
| 수도여자사범대학 | 세종대학교       | 서울특별시 광진구   | 1979년 남녀공학으로 전환                                               |
| 전주기전여자대학 | 전주기전대학     | 전라북도 전주시     | 2005년 남녀공학으로 전환                                               |
| 진주여자전문대학 | 한국국제대학교   | 경상남도 진주시     | 1980년 남녀공학으로 전환, 2002년 일반대학으로 승격                     |
| 창원여자전문대학 | 창원문성대학교   | 경상남도 창원시     | 1983년 남녀공학으로 전환                                               |
| 청주여자사범대학 | 서원대학교       | 충청북도 청주시     | 1979년 남녀공학으로 전환                                               |
| 한성여자대학     | 한성대학교       | 서울특별시 성북구   | 1978년 남녀공학으로 전환                                               |
| 효성여자대학교   | 대구가톨릭대학교 | 대구광역시 남구     | 1994년 대구가톨릭대학교와 통합                                         |